# Nintendo Switch Online
Nintendo Switch Online (coloquialmente conhecido como NSO) é um serviço online por assinatura da Nintendo para o console de jogos Nintendo Switch e Nintendo Switch 2. Os recursos desse serviço incluem a possibilidade de jogar partidas multijogador online, salvar dados do jogo na nuvem, bate papo por voz através do app para smartphone, acesso a títulos clássicos de Nintendo Entertainment System (NES), Super Nintendo Entertainment System (SNES) e Game Boy e ofertas exclusivas em algumas regiões. O serviço de assinatura foi lançado oficialmente em 19 de setembro de 2018.
Uma assinatura expandida, chamada de Nintendo Switch Online + Pacote de Expansão, foi lançada em 25 de outubro de 2021 e incluí jogos clássicos de Nintendo 64, Sega Genesis e Game Boy Advance. Essa expansão também inclui acesso a conteúdos para download dos jogos Animal Crossing: New Horizons, Mario Kart 8 Deluxe e Splatoon 2.
É a terceira geração de serviços online da Nintendo, após o Nintendo Wi-Fi Connection lançados no Wii e no DS e o Nintendo Network lançados no Wii U e 3DS.

## História
O Nintendo Switch foi anunciado formalmente em janeiro de 2017, com seu lançamento em 3 de março de 2017. A Nintendo afirmou em seus anúncios de pré-lançamento que o sistema eventualmente exigiria a compra de um "serviço online" pago, mas que eles estariam disponíveis para todos os usuários sem custo até o lançamento do serviço. Os recursos anunciados incluiriam um aplicativo para smartphone, bem como acesso a um jogo gratuito de NES por mês. O serviço foi inicialmente planejado para o final de 2017 mas foi adiado para o ano seguinte. O presidente da Nintendo of America Reggie Fils-Aimé explicou que os atrasos eram para garantir que o serviço fosse "de classe mundial", e que tivesse o máximo de funcionalidade disponível no lançamento para justificar seu custo. A Nintendo visava um preço mais baixo em comparação com PlayStation Plus e Xbox Live Gold, já que o serviço não incluía a mesma gama de recursos que esses serviços de assinatura fornecem.
O serviço Nintendo Switch Online foi lançado em 19 de setembro de 2018. Uma apresentação Nintendo Direct foi realizado dois dias antes do lançamento, detalhando o conjunto completo de recursos que fariam parte do serviço, incluindo uma biblioteca de jogos NES para assinantes (com 20 títulos disponíveis no lançamento e outros sendo lançados posteriormente) e suporte para salvamento na nuvem. O lançamento inicial cobriu 43 territórios, com outros sendo marcados para um período posterior.

## Recursos

### Multijogador Online
O Nintendo Switch Online é um serviço necessário para jogar no modo multijogador online da maioria dos títulos do Nintendo Switch. Alguns jogos da biblioteca não necessitam da assinatura do serviço, como Fortnite, Warframe, entre outros.

### Armazenamento em Nuvem
O armazenamento na nuvem permite que os dados salvos dos jogos sejam sincronizados online, utilizando sua Conta Nintendo em um ou mais consoles da família Nintendo Switch. Os assinantes perderão o acesso aos dados salvos na nuvem caso a assinatura não seja renovada, o assinante terá até seis meses para renovar a assinatura antes de serem eliminados. Alguns jogos não possuem suporte para essa função.

### Aplicativo para bate papo
Os usuários do Nintendo Switch podem usar o bate-papo por voz instalando o aplicativo "Nintendo Switch Online" para smartphones na App Store e na Google Play Store. A funcionalidade do chat por voz não está disponível nativamente no Switch.

### Jogos Clássicos
Alguns jogos clássicos de Nintendo Entertainment System e Super Nintendo Entertainment System estão disponíveis na assinatura do Nintendo Switch Online. A funcionalidade é semelhante ao Virtual Console das gerações anteriores de consoles da Nintendo porém não há necessidade de comprar cada jogo individualmente. Os assinantes podem jogar os jogos desde que tenham uma assinatura ativa e no modo offline desde que tenham acesso a uma conexão de internet pelo menos uma vez por semana. Jogos com modos multijogador também podem ser jogados de forma local ou online. A partir de outubro de 2021, os assinantes podem comprar um pacote adicional da assinatura que adiciona jogos de Nintendo 64, Mega Drive e Game Boy Advance na biblioteca.
Durante seu primeiro ano, o serviço online recebeu de jogos NES mensalmente. No entanto, com a adição de títulos SNES em setembro de 2019, a Nintendo afirmou que novos jogos do catálogo não seriam mais disponibilizados em um cronograma regular, embora a biblioteca tenha sido expandida.
O serviço marcou o lançamento de vários títulos que não haviam sido lançados no Virtual Console nos consoles anteriores, incluindo jogos como Crystalis, Journey to Silius, Joe & Mac 2: Lost in the Tropics e Star Fox 2. O serviço também marca o lançamento norte-americano de alguns jogos do SNES, entre eles Pop'n TwinBee, Smash Tennis e Mario's Super Picross.